# Vermiljoenweg
De Vermiljoenweg is een brede uitvalsweg in de Kleurenbuurt in de Noord-Hollandse stad Zaandam. 
De weg werd begin jaren zestig aangelegd ter ontsluiting van de nieuwe woonwijken van Zaandam en begint ten oosten van het centrum aan de rand van de Burgemeesterbuurt en de Verzetsheldenbuurt bij een rotonde in de H. Gerhardstraat. De straat loopt oostwaarts en kruist met de Anton de Kombrug de Laan der Vrijheid, het Gouw en de Dominee Martin Luther Kingweg. Vervolgens worden de Bristelroodstraat en Koningsgeelstraat gekruist. Bij een rotonde komt de weg uit op De Weer nabij het Darwinpark. Aan de noordzijde staan een aantal hoge galerijflats met daaronder een winkelcentrum met een politiebureau. De weg heeft hier aan beide kanten een ventweg met brede groenstroken. Het eerste gedeelte met hoofdzakelijk middelhoogbouw en laagbouw tot het Gouw kent geen huisnummers, die zijn gesitueerd aan andere straten. De huisnummering voorbij het Gouw loopt tot 308 met aan de zuidzijde hoofdzakelijk galerijflats. 
EBS buslijnen 65 en 394 rijden over de weg en hebben een halte bij het winkelcentrum.   
De weg is vernoemd naar vermiljoen, een rood-oranjeachtig pigment.  

## Trivia
In 1971 werd de eerste vestiging van McDonald's in Nederland, en op het Europese vasteland, geopend in een pand aan de Vermiljoenweg 1 in samenwerking met Albert Heijn met daarboven een bowlingcentrum. In 1975 verbrak Albert Heijn de samenwerking en werd McDonald's verplaatst naar het centrum van de stad.